# Johannes Imminck
Johannes Imminck O.S.A. († 14. April 1493) war ab 1469 Weihbischof in Paderborn und 1472–1484 auch in Münster.

## Leben
Imminck wurde am 10. Juli 1469 zum Weihbischof in Paderborn und zum Titularbischof von Tiflis ernannt. Am 24. Februar 1470 empfing er die Bischofsweihe von Nikolaus von Tüngen, Fürstbischof des Ermlandes. Es assistierten Antonio, Bischof von Civita Castellana und Giacomo O.S.A., Bischof von Sant’Angelo dei Lombardi. 1472 wurde Imminck zusätzlich Weihbischof in Münster. Dieses Amt legte er 1484 nieder und starb am 14. April 1493.

## Weihehandlungen
- 26. September 1472: Kirche der Augustiner-Chorherren in Blomberg und sechs Altäre
- 6. Oktober 1473: Chorraum der Kreuzherren in Falkenhagen
- 21. Oktober 1473: Pfarrkirche in Werne
- 5. November 1475: Burgkapelle in Merfeld bei Dülmen
- 1476: Hochaltar in St. Mauritz in Münster
- 5. Juni 1485: Klosterkirche mit Hochaltar in Böddeken